# Mangaka
Mangaka (漫画家?  lit. 'artista de cómics') es la palabra japonesa designada para referirse al creador de una historieta o cómic. Fuera de Japón, principalmente en Occidente, la palabra se usa para referirse a autores de manga. La palabra está compuesta por el sustantivo manga, que quiere decir 'cómic', y el sufijo -ka, que es un agregado y significa 'creador de', dándole a la palabra un grado honorífico que indica maestría. El mangaka de un título, solamente lo plasma en manga.
Algunos artistas estudian durante unos años en una escuela de arte, o aprenden de otros mangakas, siendo sus asistentes, antes de iniciar su carrera como profesional. Takeuchi ganó un concurso auspiciado por Kōdansha, Osamu Tezuka trabajó sin haber sido asistente y también Masashi Kishimoto.
El trabajo de un mangaka usualmente abarca la copia mayoritaria del trabajo final o medio de un cómic occidental, tanto de la trama como del dibujo de la historia, aunque es poco común encontrar algún mangaka que realiza los dibujos basándose en una historia original dada por un escritor o que reciba ayuda en detalles del dibujado, como los paisajes, el coloreado o incluso en el diseño de personajes. Incluso existen casos en donde varios mangaka trabajan como grupo para desarrollar un producto final, como es el caso del grupo CLAMP, aunque es menos frecuente.

## Colaboradores

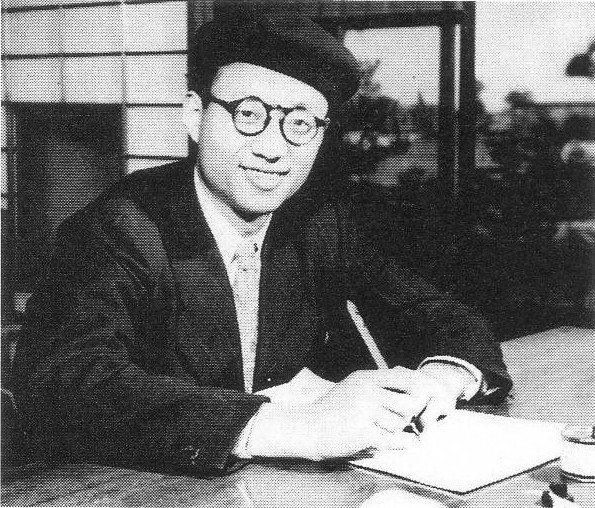
Osamu Tezuka en 1951, autor de Astroboy

### Editor
Muchos mangaka profesionales trabajan con un editor, quien es considerado el jefe del mangaka y el supervisor de la producción del proyecto. El editor ofrece consejos sobre el arte de manga, la historia, la continuidad, generalmente busca que el manga cumpla los estándares de la compañía o editorial. Es el caso de Akira Toriyama y su exeditor Kazuhiko Torishima, quien además realizaba labores de publicista de las series producidas; entre otras labores el editor puede supervisar los diseños, la mercancía del producto, adaptaciones a animación entre otras.

### Escritor
Un mangaka puede tanto escribir como ilustrar una serie de su propia creación, o trabajar en colaboración con otro autor. En los casos donde el escritor e ilustrador es alguien distinto, ambos deben mantener la fidelidad tanto en el diálogo como en el dibujo. Casos como Takeshi Obata de Death Note o Aki Shirou y Hajime Kamoshida de Sakura-sō no Pet na Kanojo son ejemplos de artistas de manga que han trabajado con escritores en casi toda su carrera.

### Asistentes
Muchos mangakas poseen asistentes que los ayudan con su trabajo. Las funciones de los asistentes pueden ser muy variadas, algunos mangakas solo se ocupan de las partes básicas del manga, teniendo muchos asistentes que realizan los detalles, mientras que otros solo dejan en manos de sus asistentes tareas específicas (Gō Nagai, por ejemplo, utiliza un asistente específicamente para dibujar helicópteros y otros vehículos militares). Otros mangakas no tienen asistentes, y prefieren hacer todo ellos mismos, aunque para cumplir los plazos ajustados los asistentes suelen ser necesarios.
La mayoría de las veces, los asistentes son los responsables de los fondos del manga, mientras que el mangaka dibuja a los personajes principales. Aunque a menudo son empleados para ayudar con el arte, los asistentes casi nunca ayudan al mangaka con la trama. La mayor parte de los mangakas comenzó siendo asistente, por ejemplo, Miwa Ueda asistiendo a Naoko Takeuchi, Leiji Matsumoto a Osamu Tezuka, Kaoru Shintani a Leiji Matsumoto y muchos otros. Sin embargo, también es posible que un asistente realice toda su carrera como tal, sin convertirse en mangaka.